# Ashford (Wisconsin)
Ashford è un comune degli Stati Uniti, situato in Wisconsin e in particolare nella Contea di Fond du Lac.